# Оператор аэродрома
Оператор аэродрома (оператор аэропорта, англ. airport operator) — хозяйствующий субъект, осуществляющий аэропортовую деятельность, имеющий и (или) использующий  комплекс сооружений, включающий в себя аэродром, и (или) аэровокзал, и (или) другие объекты инфраструктуры аэропорта, предназначенные для оказания комплекса либо части услуг в аэропортах. Оператор обеспечивает эксплуатацию аэродрома и его соответствие требованиям федеральных авиационных правил в целях обеспечения взлёта, посадки, руления и стоянки гражданских воздушных судов.
На одном аэродроме может быть несколько операторов. Операторами могут быть как юридические лица, так и индивидуальные предприниматели. Отдельно выделяется главный оператор — это хозяйствующий субъект, имеющий сертификат аэропорта и свидетельство о государственной регистрации и годности аэродрома к эксплуатации.

## Пример

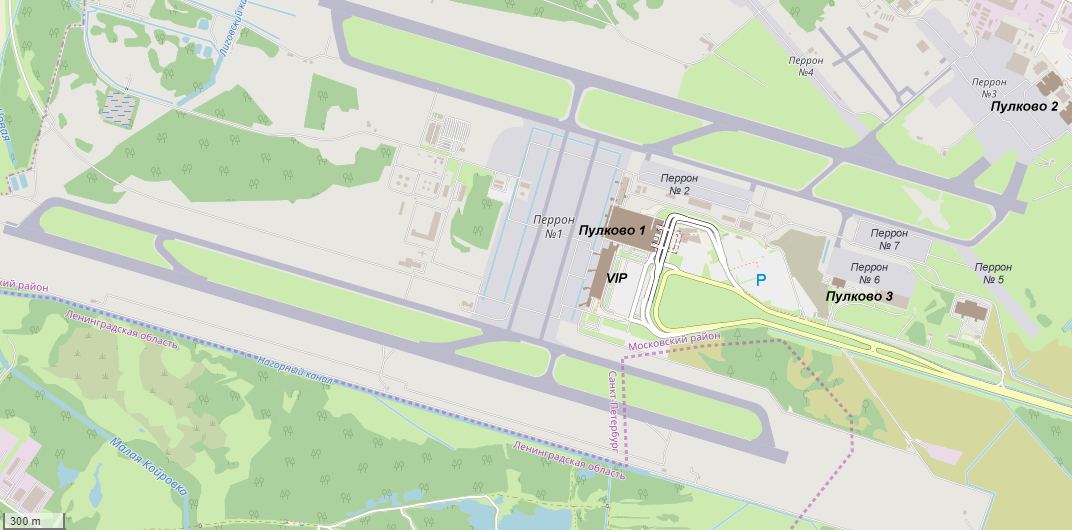
Аэропорт Санкт-Петербург(Пулково)

Международный аэропорт Санкт-Петербург (Пулково):
- Главный оператор аэродрома ООО «Воздушные Ворота Северной Столицы» осуществляет аэропортовую деятельность в терминалах Пулково-1 и Пулково-2, а также в целом обеспечивает эксплуатацию аэродрома[3].
- Оператор аэродрома ООО «ДжетПорт СПб» осуществляет аэропортовую деятельность в Центре бизнес авиации «Пулково-3», а также аэродромное обеспечение в аэропорту на перроне № 6 и территории, закрепленной за ним[4].